# Aleksey Konstantinovich Tolstoy
Aleksey Konstantinovich Tolstoy (tiếng Nga: Алексей Константинович Толстой; 5 tháng 9 năm 1817 – 10 tháng 10 năm 1875) là bá tước, nhà văn, nhà thơ Nga, viện sĩ thông tấn Viện hàn lâm khoa học Sankt-Peterburg (1873).

## Tiểu sử
Aleksey Konstantinovich Tolstoy sinh ở Sankt-Peterburg. Bố là bá tước Konstantin Petrovich Tolstoy, mẹ là Anna Alekseyevna Petrovskaya – người Ukraina. Sau khi sinh con, bố mẹ ly dị, Aleksey Tolstoy được mẹ đem về Ukraina sống với dượng Antoniy Pogorensky – là một nhà văn. Năm 1826 mẹ và dượng đưa Aleksey Tolstoy lên thủ đô Sankt-Peterburg tham gia hội những người bạn ủng hộ Aleksandr II lên ngôi Nga hoàng. Từ năm 1826 theo dượng Antoniy Pogorensky đi du lịch nhiều nơi ở châu Âu, một lần được dượng giới thiệu với Johann Wolfgang von Goethe. Năm 1834 A. Tolstoy là sinh viên của Cục lưu trữ, Bộ ngoại giao. Năm 1835 A. Tolstoy thi vào Đại học Moskva.
Những năm 1837-1840 là nhân viên Bộ ngoại giao ở Đức. Sau đó trở về Nga tiếp tục giữ nhiều chức vụ khác nhau trong Bộ ngoại giao. Những năm chiến tranh Krym, A. Tolstoy tình nguyện gia nhập quân đội nhưng bị bệnh thương hàn nên không trực tiếp tham gia chiến đấu. Năm 1856 được Nga hoàng Aleksandr II giao một chức vụ cao trong quân đội nhưng A. Tolstoy mấy mặn mà với công việc nhà binh nên đến năm 1861 đã xin từ chức. Sau khi từ chức, ông chỉ tập trung cho công việc sáng tác. Ngày 28 tháng 9 năm 1875 Tolstoy cảm thấy đau đầu và đã uống liều morphine quá mạnh, trở thành nguyên nhân của cái chết sau đó hơn một tuần. Ông mất ở Krasny Rog (tỉnh Briansk) ngày 10 tháng 10 năm 1875.
Tolstoy là tác giả của nhiều thể loại: tiểu thuyết, kịch, ballade, thơ châm biếm, thơ trữ tình. Cùng với anh em nhà Zhemchuzhnikov tạo nên hình tượng Kozma Prutkov – bút danh tập thể của một nhóm nhà thơ trào phúng đăng trên tạp chí Người đương thời (những năm 1850-1860). Các tác phẩm chính: Công tử bạc (Князь Серебряный, 1863) tiểu thuyết lịch sử; Cái chết của Yoanna Grozny (Смерть Иоанна Грозного, 1866) bi kịch, Sa hoàng Fyodor Yoannovich (Царь Федор Иоаннович, 1868) bi kịch, Sa hoàng Boris (Царь Борис, 1870) bi kịch; thơ trữ tình, thơ châm biếm...

## Tác phẩm

### Thơ
- The Sinner (1857)
- Ioann Damaskin (1858)
- Vasily Shibanov (1858)
- The Alchemist (unfinished, 1867)
- History of the Russian State from Gostomysl to Timashev (1868)
- Bức chân dung (1872)
- Rồng (1875)
- The Dream of Councillor Popov (written 1873, first published in 1978, Berlin)

### Kịch
- Don Juan (1862)
- Cái chết của Ivan Hung đế (1866)
- Sa hoàng Fyodor Ioannovich (1868)
- Sa hoàng Boris (1870)
- Posadnik (1871, published in 1874-1976)

### Văn xuôi
- Hoàng tử Serebryany (1862)
- The Family of the Vourdalak (1839)
- The Vampire (1841)

## Một vài bài thơ
| Не верь мне.. Не верь мне, друг, когда, в избытке горя Я говорю, что разлюбил тебя, В отлива час не верь измене моря, Оно к земле воротится, любя. Уж я тоскую, прежней страсти полный, Мою свободу вновь тебе отдам, И уж бегут с обратным шумом волны Издалека к любимым берегам! Средь шумного бала.. Средь шумного бала, случайно, В тревоге мирской суеты, Тебя я увидел, но тайна Твои покрывала черты. Лишь очи печально глядели, А голос так дивно звучал, Как звон отдаленной свирели, Как моря играющий вал. Мне стан твой понравился тонкий И весь твой задумчивый вид, А смех твой, и грустный и звонкий, С тех пор в моем сердце звучит. В часы одинокие ночи Люблю я, усталый, прилечь - Я вижу печальные очи, Я слышу веселую речь; И грустно я так засыпаю, И в грезах неведомых сплю... Люблю ли тебя - я не знаю, Но кажется мне, что люблю! Смеркалось, жаркий день бледнел.. Смеркалось, жаркий день бледнел неуловимо, Над озером туман тянулся полосой, И кроткий образ твой, знакомый и любимый, В вечерний тихий час носился предо мной. Улыбка та ж была, которую люблю я, И мягкая коса, как прежде, расплелась, И очи грустные, по-прежнему тоскуя, Глядели на меня в вечерний тихий час. О, если б ты могла.. О, если б ты могла хоть на единый миг Забыть свою печаль, забыть свои невзгоды! О, если бы хоть раз я твой увидел лик, Каким я знал его в счастливейшие годы! Когда в твоих глазах засветится слеза, О, если б эта грусть могла пройти порывом, Как в теплую весну пролeтная гроза, Как тень от облаков, бегущая по нивам! | Đừng tin anh trong ngày đau đớn Anh nói rằng đã chẳng còn yêu Biển đổi thay giờ con nước cạn Lại quay về ngập bến bờ yêu. Anh khát khao niềm đam mê cũ Tự do này lại trả về em Đã dội lại từng con sóng vỗ Từ xa ngoài về lại bờ quen! Trong đêm hội tình cờ.. Trong đêm hội tình cờ, vui nhộn Giữa những lo toan vặt vãnh đời thường Anh nhìn thấy em nhưng điều bí ẩn Đã che mờ những đường nét thân thương. Chỉ đôi mắt nhìn xa buồn vời vợi Và bên tai anh giọng nói thiết tha Như tiếng sáo diều từ xa vọng lại Như rì rào tiếng sóng vỗ bờ xa. Anh đã mê dáng người em thanh mảnh Vẻ dịu dàng và cả nét trầm tư Tiếng cười của em buồn, xa văng vẳng Trong tim anh còn vọng đến bây giờ. Rồi những lúc một mình trong đêm tối Anh chỉ thích khi nằm xuống mệt nhoài Anh lại thấy đôi mắt buồn vời vợi Và lời vui cứ văng vẳng bên tai. Anh buồn bã rồi dường như thiêm thiếp Vào giấc mơ chưa từng biết ngủ quên Yêu rồi chăng - bây giờ anh chẳng biết Nhưng cứ ngỡ rằng anh đã yêu em! Đêm dần buông.. Đêm dần buông ngỡ chừng không thấy được Trên mặt hồ làn khói nhẹ vòng quanh Hình bóng em yêu dịu dàng, thân thuộc Trong ánh chiều vụt hiện trước mắt anh. Vẫn nụ cười mà anh yêu biết mấy Vẫn bồng bềnh buông xõa mái tóc em Và đôi mắt vẫn buồn như buổi ấy Lặng nhìn anh trong một buổi chiều êm. Giá mà em.. Giá mà em dù chỉ trong nháy mắt Quên được nỗi buồn, quên được khổ đau! Giá mà chỉ một lần anh tìm ra nét mặt Nét mặt của những ngày hạnh phúc bên nhau! Khi trong mắt em rưng rưng giọt lệ Giá mà nỗi buồn có thể qua xong Như cơn giông giữa mùa xuân vội vã Như bóng mây chạy lướt ở trên đồng! Bản dịch của Nguyễn Viết Thắng. |